# Campos de sangre
The Fields (Campos de sangre en Hispanoamérica) es una película de suspenso psicológica dirigida en 2011 por David Mazzoni. La película se promociona como estuviese basada en hechos reales. Se exhibió por primera vez en el Festival de Cine del Búfalo del Niagara en septiembre de 2011.
La película terminó de rodarse en octubre de 2009, y se estrenó el 24 de septiembre de 2011 en los Estados Unidos. 
Su rodaje comenzó el 14 de septiembre de 2009 y finalizó el 29 de octubre de 2009.

## Argumento
La historia de la película se remonta en un pequeño pueblo de Pennsylvania a principios de los años 70, y Steven (Joshua Ormond) y sus familiares son aterrorizados por una presencia invisible en los campos circundantes. 
Cuando era niño, Steven se encontraba tratando de recibir una vida familiar muy difícil, ya que sus padres estaban constantemente entrando en un desacuerdo. Como resultado de la unión de deterioro, Steve decide irse a vivir con sus abuelos a una granja por mucho tiempo, donde después de llegar, una presencia invisible comienza a aterrorizarlos durante el recorrido. Ellos descubren que los campos de maíz masivos rodean el interior de la casa donde vivía.

## Actores
- Tara Reid - Bonni
- Cloris Leachman - Gladys
- Bev Appleto - as Hiney
- Joshua Ormond - Steven
- Faust Checho - Barry
- Brian Anthony Wilson - Charlie
- Miles Williams - Jack
- Karen Ludwig - Tootie
- Max Antisell - Douglas

## Producción
La película fue producida por Fausto Checho con Mr. Big Productions, en asociación con MazWa Productions. Tommy Lee Wallace es acompañado como productor asociado. La producción abarcó seis semanas, del 14 de septiembre al 29 de octubre de 2009, y fue filmada en la región de las montañas Pocono en Bartonsville, Pensilvania y en Kunkletown, Pensilvania.
La película también está rodada en uno de los parques de atracciones más antiguos, Bushkill Park, en América, construido originalmente en los años 1920.